# Morris Possoni
Morris Possoni (né le 1er juillet 1984 à Ponte San Pietro, dans la province de Bergame, en Lombardie) est un coureur cycliste italien.

## Biographie
Vainqueur notamment du Tour du Val d'Aoste en 2005, Morris Possoni passe professionnel en 2006 dans l'équipe Lampre-Fondital. Il réalise son premier fait d'armes notable sur la Semaine internationale Coppi et Bartali 2007. Tout au long de la course, il est au niveau des meilleurs, et termine cinquième. En juin, son échappée en compagnie de Rémy Di Grégorio durant la sixième étape du Critérium du Dauphiné libéré échoue, mais lui vaut la deuxième place du classement de la montagne. 
En 2008, Possoni quitte Lampre-Fondital pour l'équipe High Road. Il passe tout près de sa première victoire professionnelle dans la 4e étape du Tour du Pays basque, où il est longtemps échappé, et n'est dépassé que sur la ligne par son coéquipier Kim Kirchen. Il termine deuxième de l'étape. Possoni confirme ses qualités de grimpeur tout au long de la saison en terminant 15e du Tour de Romandie, et surtout 9e du difficile Tour de Lombardie en fin de saison. 
2009 voit Possoni revenir sur le terrain de ses premières performances : il termine septième de la Semaine internationale Coppi et Bartali.
Fin 2014, La Gazzetta dello Sport révèle qu'il fait partie des clients du controversé médecin italien Michele Ferrari.

## Palmarès

### Palmarès amateur
- 2004
  - 3e du Tour de la Bidassoa
  - 3e du Tour de la Vallée d'Aoste
- 2005
  - Giro delle Valli Cuneesi :
    - Classement général
    - 3e étape

  - Tour de la Vallée d'Aoste :
    - Classement général
    - 1re étape

  - Biella-Oropa
  - Medaglia d'Oro Consorzio Marmisti Valpantena
  - 2e de la Coppa Città di San Daniele

### Palmarès professionnel
- 2008
  - 9e du Tour de Lombardie
- 2009
  - 3e étape du Tour de Romandie (contre-la-montre par équipes)
  - 1re étape du Tour d'Italie (contre-la-montre par équipes)
- 2010
  - 2e du Brixia Tour
- 2011
  - 5e du Tour méditerranéen

## Résultats sur les grands tours

### Tour d'Italie
4 participations
- 2008 : 44e
- 2009 : 83e
- 2010 : abandon (13e étape)
- 2011 : 79e

### Tour d'Espagne
3 participations
- 2007 : 88e
- 2011 : 80e
- 2012 : non-partant (13e étape)

## Classements mondiaux
| Année              | 2005 | 2006 | 2007 | 2008 |
| ------------------ | ---- | ---- | ---- | ---- |
| Classement ProTour |      |      |      | 127e |
| UCI Europe Tour    | 217e |      |      |      |